# محافظة العاصمة (الكويت)
محافظة العاصمة، هي إحدى محافظات دولة الكويت الست، فيها مقر الحكم والحكومة ومراكز البنوك الرئيسية، وسوق الكويت للأوراق المالية والمتاحف، وبوابات السور القديم، كذلك بها سوق المباركية وهو سوق تاريخي بُني منذ أكثر من قرن، تتميز المحافظة أيضًا بأبراجها العالية دون غيرها من محافظات الكويت، كذلك تتبع المحافظة جزر الكويت كافة، ما عدا جزيرتي بوبيان ووربة، والبحر الإقليمي، والمياه الاقليمية ذات السيادة المشتركة.

## التاريخ
كانت مدينة الكويت هي المدينة التي يقطنها غالبية سكان الكويت في فترة ما قبل النفط وكان يحيط المدينة سور و5 بوابات. لم يكن يوجد خارج أسوار مدينة الكويت أي ضواحي سكنية في ما عدا القرى التابعة للكويت.
وبعد تصدير النفط عام 1946 بدأت المدينة تتطور عمرانيا مما أدى إلى توسع المدينة وبناء ضواحي سكنية خارج أسوار الكويت. وفي عام 1957 هدم سور الكويت وأصبحت المناطق التي كانت داخل السور تعرف بـ مدينة الكويت وهي:
1. -شرق.
2. -جبلة.
3. -المرقاب.
4. -دسمان.

### الاستقلال
بعد استقلال الكويت من المملكة المتحدة في 19 يونيو 1961 أصدر الشيخ عبد الله السالم الصباح في 22 فبراير 1962 مرسوما أميريا بتقسيم الكويت إلى 3 محافظات هي محافظة العاصمة ومحافظة حولي ومحافظة الأحمدي.
وقد ضمت محافظة العاصمة المناطق التالية: مدينة الكويت داخل السور القديم وضواحي الشويخ والميناء والصليبخات والشامية وكيفان والفيحاء والقادسية والدعية والمنصورية والروضة وبنيد القار والجهراء ومغرة وللدوحة وجزيرة أم النمل وجزيرة بوبيان وجزيرة وربة.

## السكان
بلغ عدد سكان مدينة الكويت حوالي 25,000 نسمة في عام 1925 م، ولكنها تطورت بسرعة خلال نصف قرن، فبلغ عدد السكان 78,116 نسمة في إحصاء عام 1975 م، كما زاد عدد سكان ضواحيها إلى 198,240 نسمة. وانخفض هذا العدد في إحصاء عام 1980 م إلى 60,525 نسمة بسبب خروج عدد كبير من السكان إلى سكنى الضواحي. وكان هذا العدد يشكل 4,45% فقط من جملة سكان دولة الكويت. وفي هذا الإحصاء كانت المدينة تشغل المرتبة الثالثة بين المدن الكويتية من حيث عدد السكان ـ بعد حولي والسَّالمية، وكان هذا الحجم يعادل أقل من خمسي إجمالي عدد سكان المدينة الأولى حولي أو 39,71%، كما كانت مدينة الكويت تأتي في المرتبة 56 بين عواصم دول العالم الإسلامي آنذاك.
بلغ عدد سكان محافظة الكويت في عام 1995 م نحو 192,800 نسمة، وهو ما يعادل 12,23% من جملة سكان الدولة، وهو يزيد على عدد سكان المدينة في إحصاء عام 1985 م الذي بلغ 167,768 نسمة، وكان يشكل 9,88% من جملة عدد سكان الدولة.
وتأتي مدينة الكويت في المرتبة الثالثة بين المدن الكويتية من حيث كثافة السكان، ففي عام 1985 م بلغت كثافة السكان فيها 1,707 نسمة في الكيلو متر المربع، انخفضت في منتصف عام 1990 م إلى 1,536 نسمة في الكيلو متر المربع، ثم ارتفعت عام 1995 م إلى 1961 نسمة في الكيلومتر المربع، وتسبقها في الكثافة كل من السالمية وحولي.

## الاقتصاد
تتميز مدينة الكويت بأهميتها كميناء تجاري لدولة الكويت. وقد ازدادت هذه الأهمية بعد إنشاء ميناء الشويخ على بعد ثلاثة كيلو مترات من مدينة الكويت، وبعد تزويده بأربعة أرصفة حديثة للمياه العميقة ليصبح مجموع أرصفته 21 رصيفًا. كما يوجد بالمدينة مطار دولي حديث، يتمكن من استقبال الطائرات الضخمة، ومواجهة حركة النقل الجوي المستمرة والمتزايدة.
وتنتج مدينة الكويت الكثير من السلع التي يرتبط إنتاجها بالنفط، كما توجد فيها أعداد كبيرة من المصارف وشركات التأمين والشركات الملاحية. وبها شبكة جيدة من الطرق المرصوفة من الدرجة الأولى المزدوجة للسيارات تربطها بمدينة الأحمدي وبميناء الأحمدي، والمناء مبارك الكبير الذي يقع على جزيرة بوبيان الكويتية الذي هو قيد الإنشاء الآن والمتوقع افتتاح المرحلة الأولى سنة 2012، وبالمدن الكويتية الأخرى، كما تربطها بالحدود العراقية والسعودية.
يعتبر اقتصاد الكويت ثالث أكبر القتصادات في دول مجلس التعاون حيث يعتمد على الثروة السمكية والنفط والصناعات الصغيرة كالمواد الغذائية وصناعة الكيماويات.

## المناخ
| البيانات المناخية لـمدينة الكويت  | البيانات المناخية لـمدينة الكويت | البيانات المناخية لـمدينة الكويت | البيانات المناخية لـمدينة الكويت | البيانات المناخية لـمدينة الكويت | البيانات المناخية لـمدينة الكويت | البيانات المناخية لـمدينة الكويت | البيانات المناخية لـمدينة الكويت | البيانات المناخية لـمدينة الكويت | البيانات المناخية لـمدينة الكويت | البيانات المناخية لـمدينة الكويت | البيانات المناخية لـمدينة الكويت | البيانات المناخية لـمدينة الكويت | البيانات المناخية لـمدينة الكويت |
| الشهر                             | يناير                            | فبراير                           | مارس                             | أبريل                            | مايو                             | يونيو                            | يوليو                            | أغسطس                            | سبتمبر                           | أكتوبر                           | نوفمبر                           | ديسمبر                           | المعدل السنوي                    |
| --------------------------------- | -------------------------------- | -------------------------------- | -------------------------------- | -------------------------------- | -------------------------------- | -------------------------------- | -------------------------------- | -------------------------------- | -------------------------------- | -------------------------------- | -------------------------------- | -------------------------------- | -------------------------------- |
| متوسط درجة الحرارة الكبرى °م (°ف) | 18 (64)                          | 20 (68)                          | 25 (77)                          | 31 (88)                          | 38 (100)                         | 43 (109)                         | 44 (111)                         | 44 (111)                         | 41 (106)                         | 35 (95)                          | 27 (81)                          | 20 (68)                          | 32 (90)                          |
| متوسط درجة الحرارة الصغرى °م (°ف) | 8 (46)                           | 10 (50)                          | 14 (57)                          | 19 (66)                          | 24 (75)                          | 28 (82)                          | 29 (84)                          | 29 (84)                          | 25 (77)                          | 21 (70)                          | 15 (59)                          | 9 (48)                           | 19 (67)                          |
| الهطول مم (إنش)                   | 24 (0.9)                         | 14 (0.6)                         | 14 (0.6)                         | 17 (0.7)                         | 3 (0.1)                          | 0 (0)                            | 0 (0)                            | 0 (0)                            | 0 (0)                            | 1 (0.0)                          | 16 (0.6)                         | 22 (0.9)                         | 111 (4.4)                        |
| متوسط الأيام الممطرة              | 7                                | 5                                | 5                                | 4                                | 1                                | 0                                | 0                                | 0                                | 0                                | 1                                | 3                                | 5                                | 31                               |
| المصدر: Weather.com               |                                  |                                  |                                  |                                  |                                  |                                  |                                  |                                  |                                  |                                  |                                  |                                  |                                  |

## المركز السياسي
تضم محافظة العاصمة قصر دسمان، وقصر السيف المطل على الخليج العربي ومجلس الأمة الكويتي (البرلمان) ومجلس رئاسة الوزراة والمجلس البلدي ومجمع الوزارات الذي فيه وزارة العدل ووزارة التجارة ووزارة الأوقاف والشؤون الإسلامية ووزارة المالية ووزارة الشؤون الاجتماعية والعمل والسفارات ومقرات التمثيل القنصلية ففي مدينة الكويت سفارة المملكة المتحدة بريطانيا وفي الدعية سفارة ليبيا والنمسا والدعية البحرية السفارة الهندية والسعودية والمصرية والقطرية والإيرانية والتركية وفي كيفان السفارة الاندونيسية وأما بقية السفارات في مناطق مختلفة غير العاصمة وعلى شاطئ الشويخ مقر وزارة النفط وشركة النفط الكويتية وفي الشويخ التعليمية وزارة التربية وفي الشويخ الصحية وزارة الصحة وبالمنطقة الوسطى بالمدينة وزارة التخطيط ووزارة الخارجية وفي الصفاة ساحة الصفاة وبرج التحرير.

## المركز التجاري
تعتبر محافظة العاصمة القلب النابض لحركة الأعمال والمؤسسات التجارية العامة والخاصة بحد سواء. حيث يتواجد فيها كل مراكز قطاع البنوك والمؤسسات الخدمات المالية مثل بنك الكويت المركزي وسوق الكويت للأوراق المالية والمقرات الرئيسية لكل المصارف العاملة في الدولة. وتتخذ العديد من الشركات التجارية الكويتية الكبرى من محافظة العاصمة كمقر رئيسي لها وذلك لسهولة الوصول لجهات عديدة مثل الدوائر الحكومية والوزارات والسفارات، بالإضافة إلى قرب ميناء الشويخ والذي يعد المنفذ البحري الرئيسي لحركة البضائع من وإلى الدولة. والأبراج الثلاث للبنوك بنك الكويت الدولي العقاري سابقا وبنك الكويت الصناعي والبنك الأهلي المتحد الكويت والشرق الأوسط سابقا والمجمعات التجارية الضخمة مثل سوق شرق والكثير من الأبراج التجارية وأعلاهم وهو يعتبر أعلى برج بالكويت وهو برج الحمرا وبرج البحر وبرج أحمد وبرج جاسم وبرج النصار وبرج الشاهد 1 و 2 وبرج دار العوضي وأبراج دسمان وبرج الراية 1 و 2 وبرج المتحدة وبرج الشهيد وبرج التجارية وبرج 25 - 26 فبراير وبرج المدينة التجارية ومركز صباح الأحمد التجاري الدولي والفنادق فندق الشيرتون وفندق فور بوينت وفندق هوليدي إن دون تاون وفندق جي دبليو ماريوت وفندق السفير وفي بنيد القار فندق السفير البستكي وفندق كويت إنترناشيونال.

## المركز الثقافي
تتواجد الكثير من المرافق الثقافية مثل المتاحف كمتحف الكويت الوطني والمتحف الإسلامي والمتحف البحري والمتحف العلمي والمعارض الفنية العامة والخاصة مثل بيت ديكسون وبيت عبد الله، وتعتبر مدينة الكويت هي قلب الكويت الثقافي.

## التطور العمراني

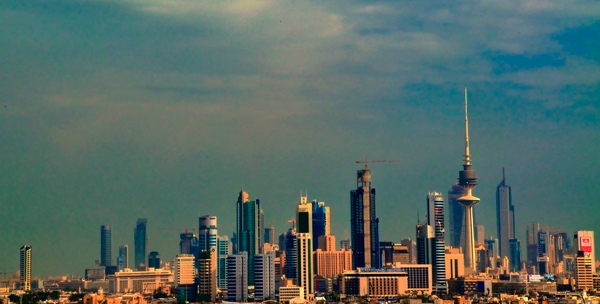
مدينة الكويت كما تبدو من الشويخ.

وتعتبر مدينة الكويت مدينة عصرية، وهي مركز عمراني يُعدُّ نواة لمنطقة حضرية كبيرة يعيش فيها حوالي 13% من إجمالي سكان دولة الكويت.
ويدعم اقتصاد المدينة وعمرانها الثروات النفطية الضخمة للدولة. وتوجد بالمدينة منطقة سكنية راقية تقع بين الطرق شبه الدائرية التي تُشكِّل شبكة متصلة حول مركز العاصمة.
ويعيش العديد من مواطني مدينة الكويت في مساكن أنيقة فاخرة، بينما يعيش غير الكويتيين في أحياء تتكون مساكنها من وحدات سكنية (شقق) أقل مستوى.
وتعتبر مدينة الكويت في الوقت الحاضر من أحدث المراكز العمرانية في جميع بلدان قارة آسيا الجنوبية الغربية، وذلك لما تحويه من عمارات حديثة تشرف على شوارع عريضة، وعمارات حكومية أنيقة، وتجهيزات غاية في الحداثة كالفنادق والمطاعم الفخمة. ويقوم على ساحل المدينة أول معمل أقيم لتحلية المياه في الخليج العربي بعد أن فشلت المحاولات الكويتية مع العراق لمد البلاد بالمياه العذبة من شط العرب.
بعد ظهور النفط وتصدير أول شحنة عام 1946 مرت المدينة بطفره عمرانية أدت إلى التوسع العمراني، ثم هدم السور المحيط بها في عهد الشيخ عبد الله السالم الصباح سنة 1957.
وبعد الاجتياح العراقي للكويت عام 1990 لحقت بالمدينة العديد من الأضرار في البنايات والأماكن العامة والجمعيات ومراكز التسوق والبيوت والمستوصفات وأرشيف الكويت الوطني، تم إعادة ترميم الأضرار بعد التحرير.

## معالم مدينة الكويت
تضم مدينة الكويت العديد من المباني الضخمة ومراكز التسوق والمباني الرسمية للدولة وقصور الحكم مثل:
- برج التحرير
- أبراج الكويت
- مجلس الأمة الكويتي
- قصر السيف
- قصر العدل
- المسجد الكبير
- مكتبة الكويت الوطنية
- سوق الكويت للأوراق المالية
- مكتبة البابطين
- قصر دسمان
- سوق شرق
- سوق المباركية
- برج الحمراء
- بنك الكويت المركزي
- المجلس البلدي

## مناطق محافظة العاصمة
تضم محافظة العاصمة مناطق مدينة الكويت القديمة مثل :

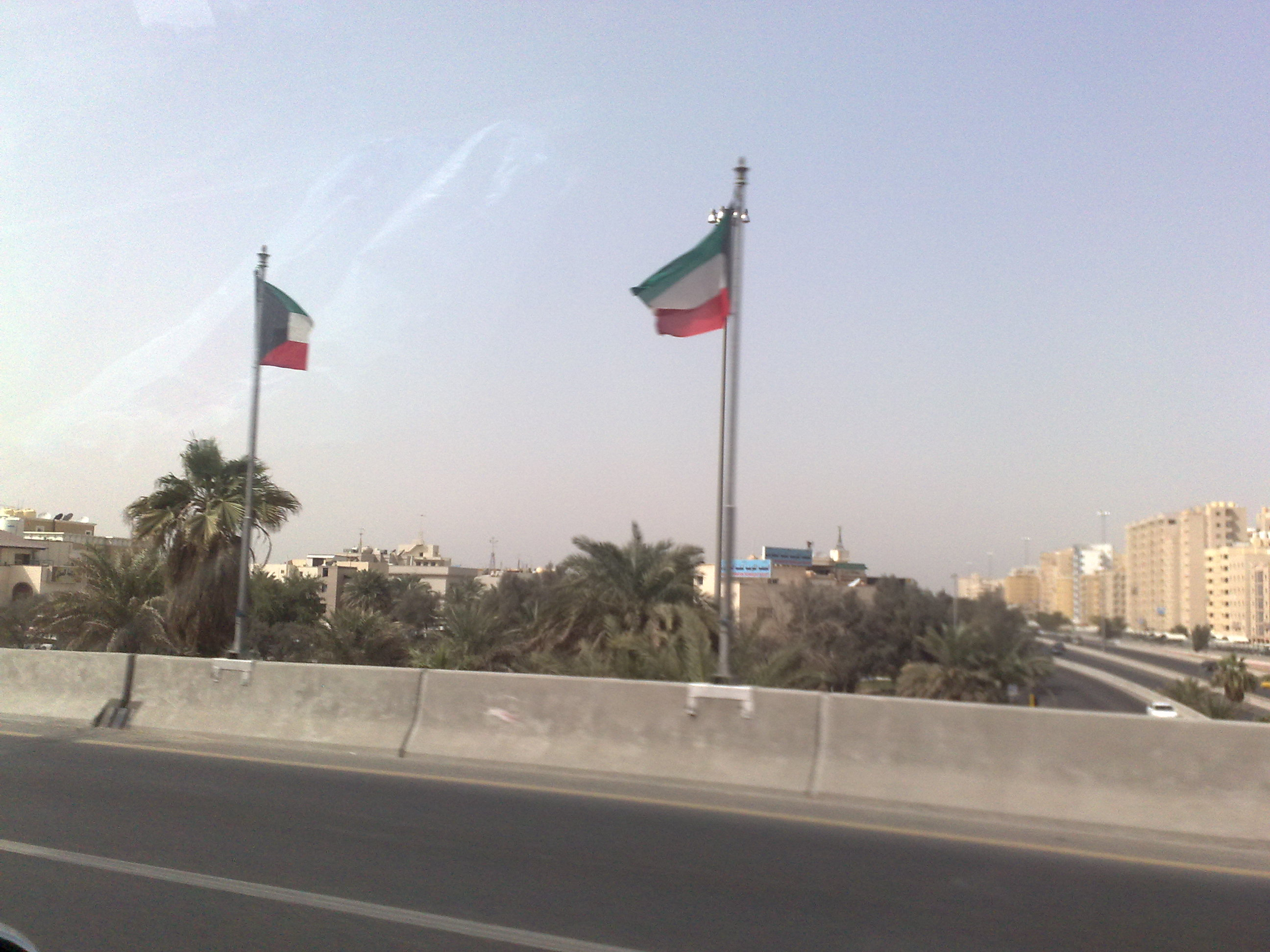
الدائري الرابع

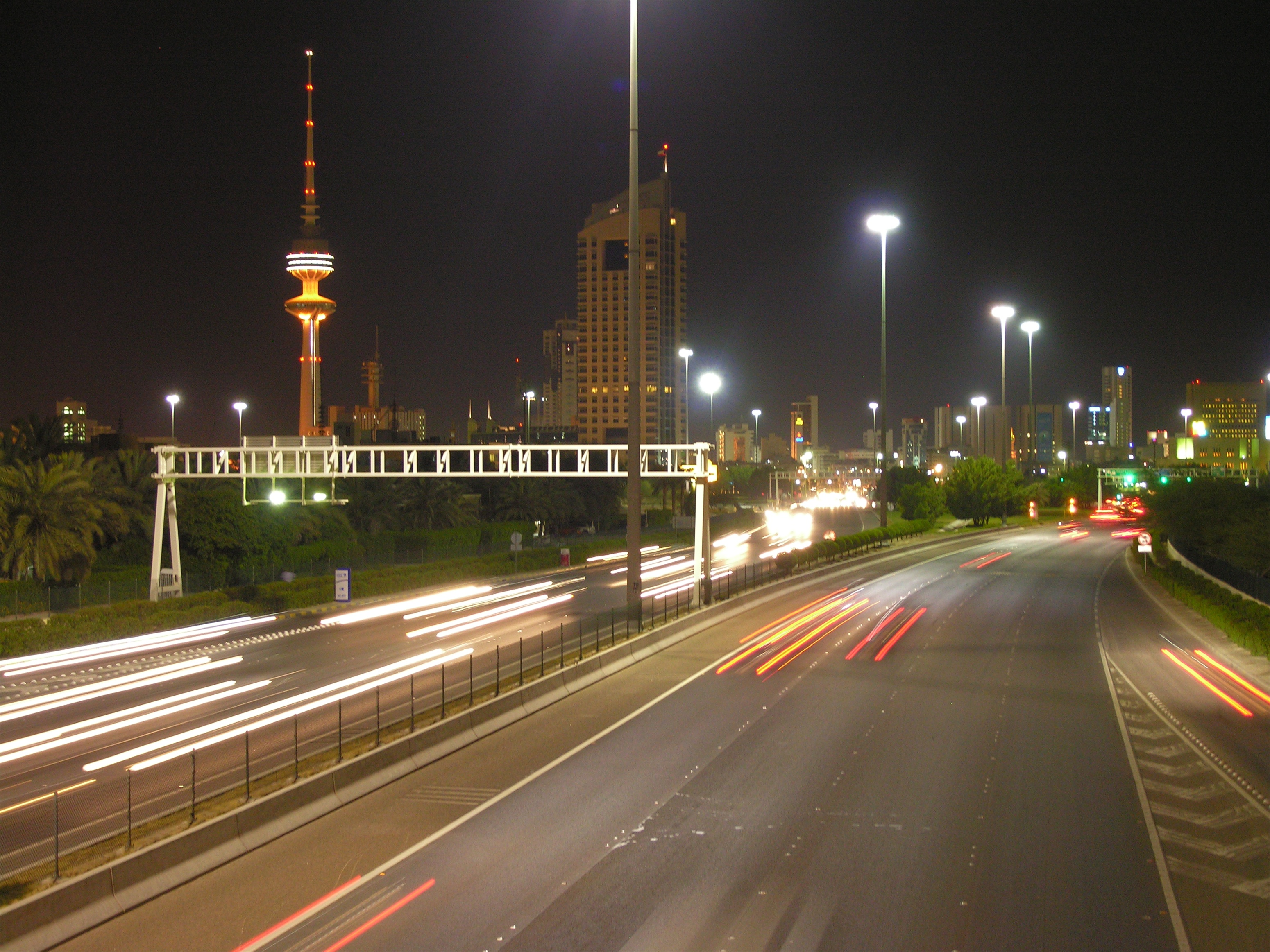
طريق سريع في العاصمة الكويت.

- دسمان وفيها قصر دسمان
- منطقة الشرق
- الصوابر
- المرقاب
- القبلة
- الصالحية
- الوطية

بالإضافة إلى الضواحي الحديثة، وهي :
- بنيد القار
- الدسمة
- الدعية
- المنصورية
- ضاحية عبد الله السالم
- النزهة
- الفيحاء
- الشامية والروضة
- العديلية
- الخالدية
- كيفان
- القادسية
- قرطبة
- السرة
- اليرموك
- الشويخ
- الري
- غرناطة
- الصليبيخات والدوحة
- النهضة
- مدينة جابر الأحمد.
- القيروان

## المراكز والملاعب الرياضية
- ملعب جامعة الكويت
- ملعب الاتحاد الرياضي
- صالة نادي الكويت
- صالة نادي كاظمة
- استاد الصداقة والسلام الرياضي
- استاد الكويت الرياضي

## الأسواق والمجمعات
- سوق المباركية
- سوق شرق
- برج الراية مول 1
- برج الراية مول 2
- برج الحمرا مول
- برج جاسم
- برج التجارية
- برج اوتاد
- ابراج العوضي
- دار العوضي مول
- برج النصار
- برج اليوسفي
- برج البحر

## المحافظون
من المحافظين الذين تولوا شؤون المحافظة:
1. الشيخ صباح الناصر الصباح (من 21 فبراير 1961).[7]
2. الشيخ علي العبد الله السالم الصباح (من عام 1991 إلى عام 1999 [8]).
3. الشيخ علي جابر الأحمد الصباح (من عام 2006 إلى عام 2014).
4. اللواء المتقاعد ثابت المهنا (من عام 2014 وحتى 2019).[9]
5. الشيخ طلال خالد الأحمد الصباح (من عام 2019 وحتى عام 2024).
6. عبدالله سالم العلي الصباح (من عام 2024 وحتى الآن)[1]

## مدن شقيقة
- الأردن، السلط منذ 2008
- تونس، مدينة تونس منذ 1988
- السعودية، مكة منذ 1990
- السعودية، الرياض